# Dimerandra stenopetala
Dimerandra stenopetala är en orkidéart som först beskrevs av William Jackson Hooker, och fick sitt nu gällande namn av Rudolf Schlechter. Dimerandra stenopetala ingår i släktet Dimerandra och familjen orkidéer. Inga underarter finns listade i Catalogue of Life.